# Костел домініканців (Чарторийськ)

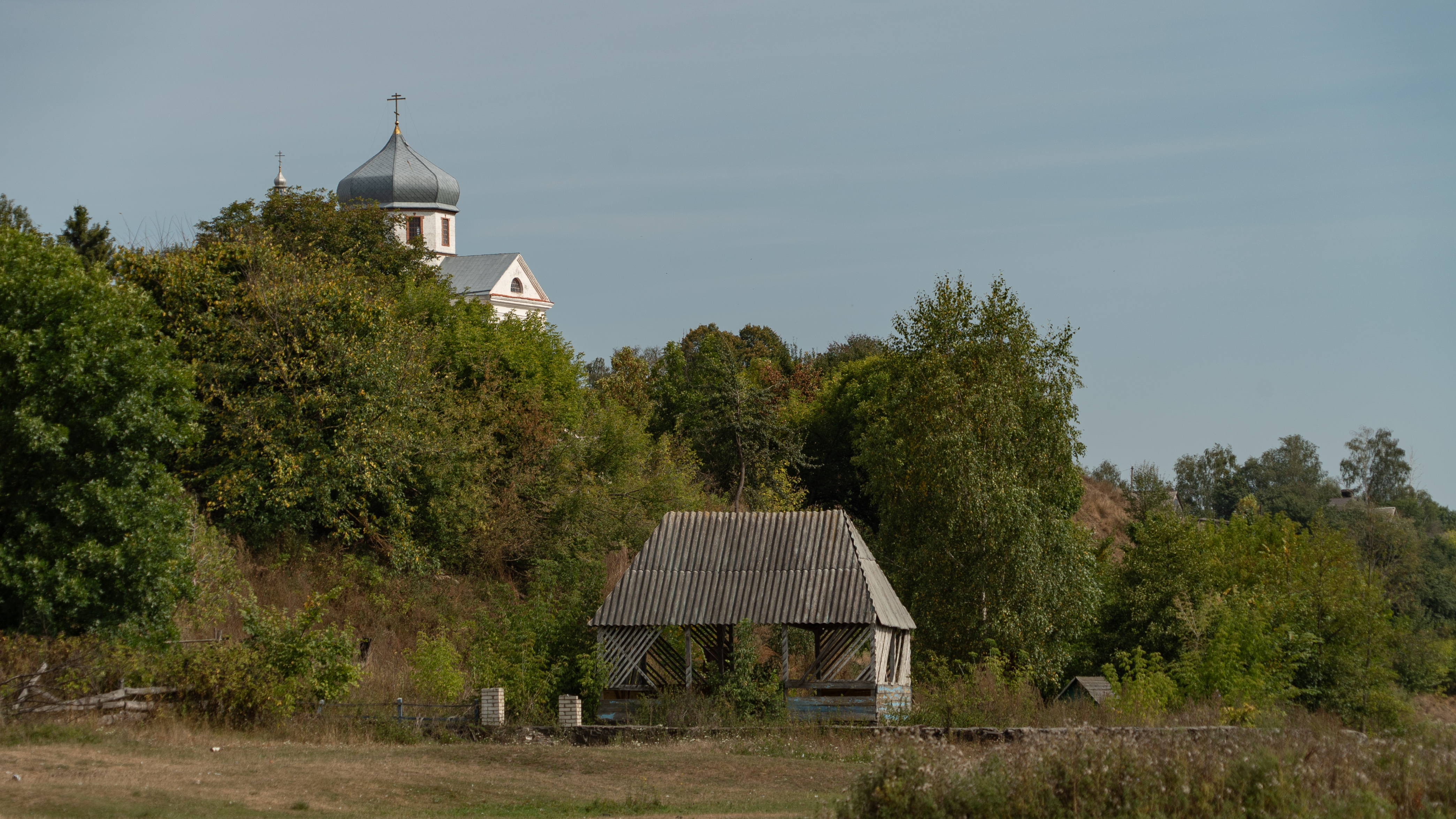
Костел домініканців с. Чарторийськ

Костел домініканців (Хресто-Воздвиженський Чарторийський чоловiчий монастир) — це домініканська церква у стилі бароко, яка знаходиться на пагорбі села Старий Чарторийськ Маневицького району Волинської області над річкою Стир.

## Історія

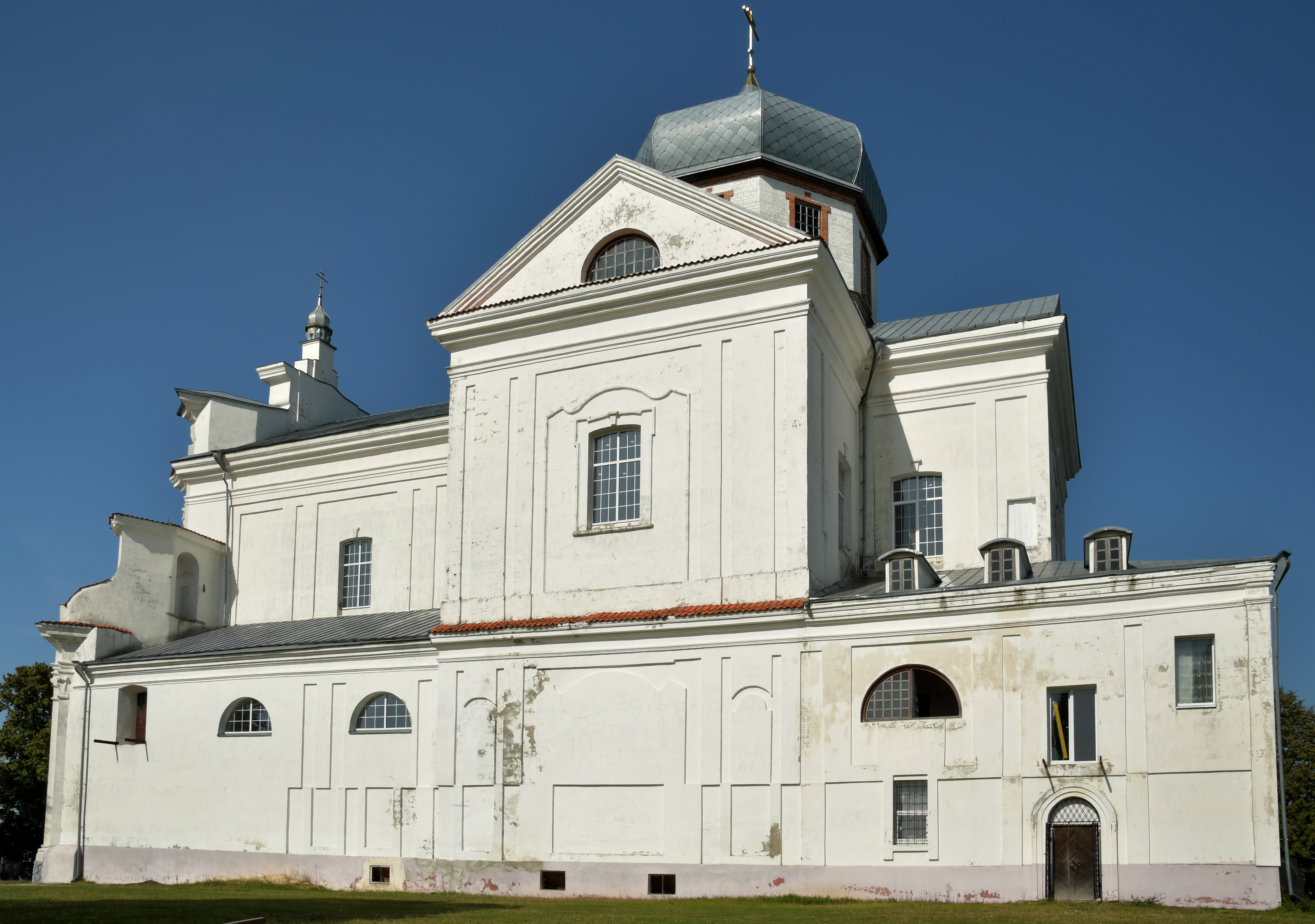
Сучасний вигляд костелу

Церква побудована у 1741—1753 роках. Автор проєкту костелу — архітектор Павло Гіжицький. Будівництво фінансував Анджей Лещинський.
Костел був пограбований та зруйнований в роки Першої світової війни(1918 р.).
1920 року церкві було відновлено під старим титулом святого Йосифа, а її адміністратором призначено Франциска Мілевського.
Потім, у роки Другої світової війни храм знову піддається руйнуванням, а потім — став зерносховищем.
З 1999 р. приміщення церкви передали православній громаді, де створили чоловічий Хрестовоздвиженський монастир.
25 вересня 2007 р. Предстоятель Української Православної Митрополит Київський і всієї України Володимир освятив відбудованиц собор. Станом на 1 січня 2020 року в обителі проживало: 17 насельників, в тому числі: 2 архімандрити, 2 ігумени, 3 ієромонахи, 3 ієродиякони і 3 монаха і 4 послушника. В монастирі діє Свято-Успенський приходський храм, де щоденно звершується Богослужіння.

## Архітектура

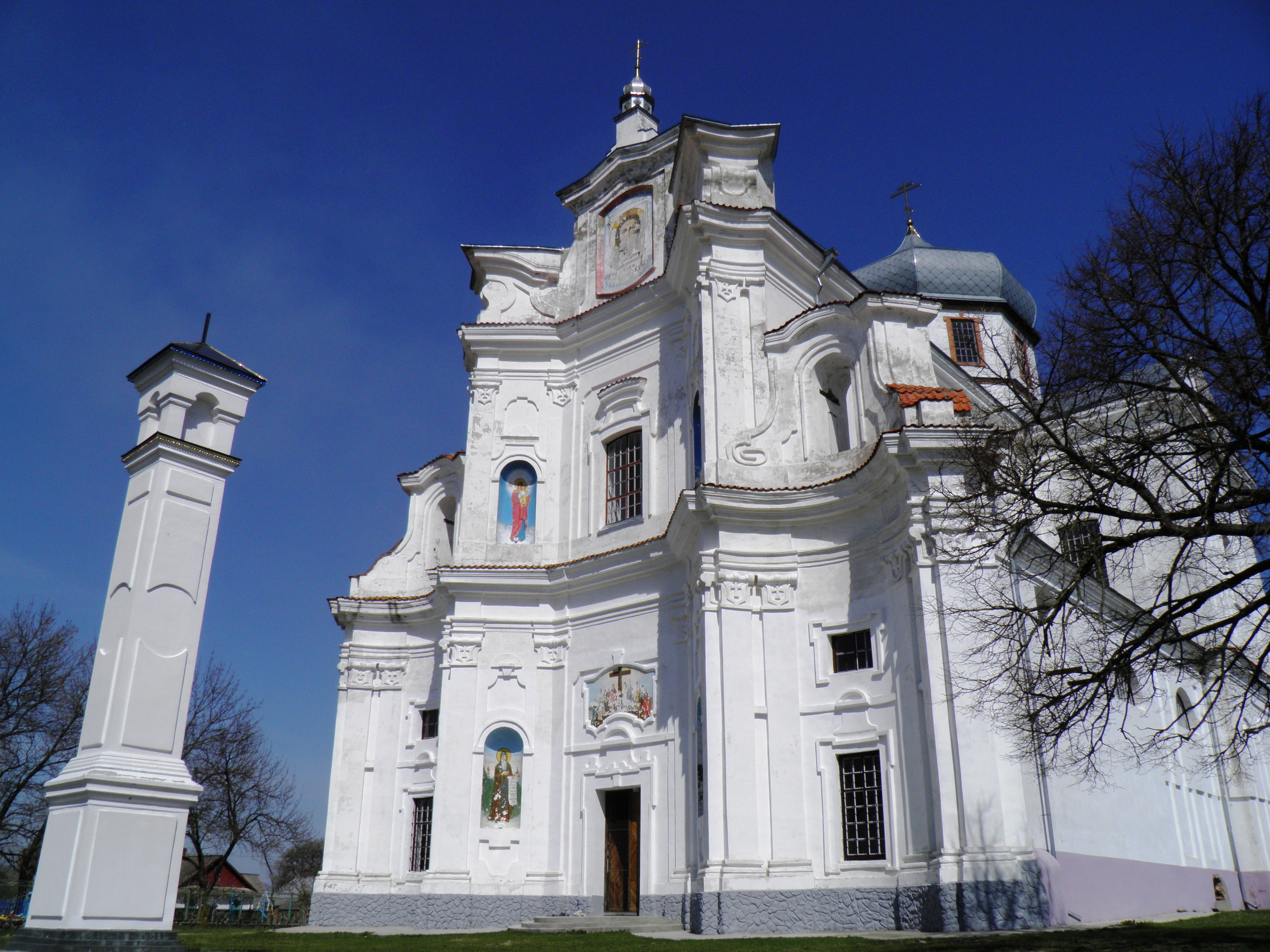
Архвтектура храму

Архітектурний ансамбль монастиря включає Хрестовоздвиженський собор, капличку-стовп (XVIII ст.), Свято-Успенську приходську церкву і два церковних будинки. Збудовано надбрамний Свято-Троїцький храм, а у 2012 році було освячено трапезний храм на честь святих Новомучеників і Сповідників землі Руської.